# Grondwettige Herstelling van Nederlands Staatswezen

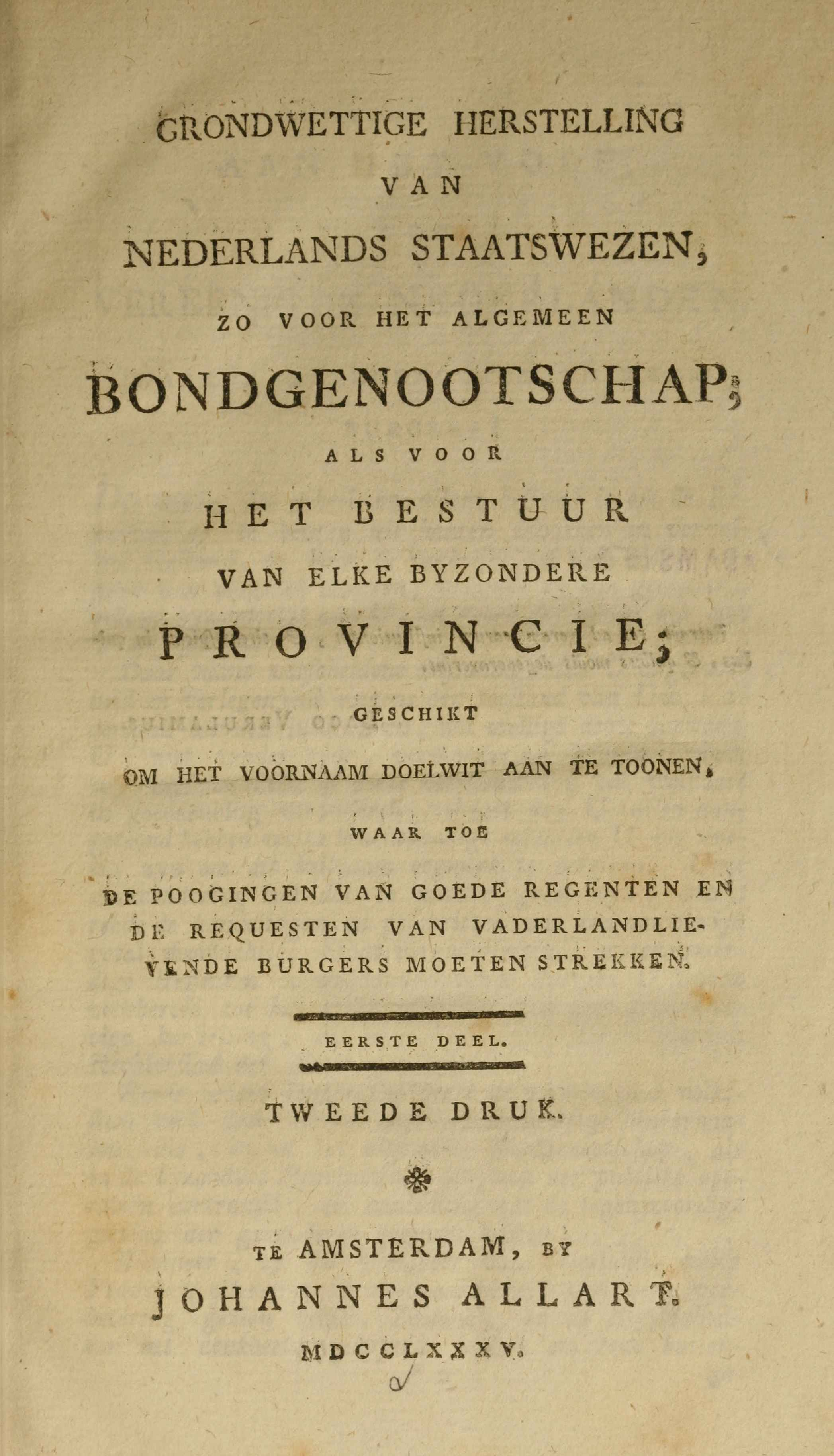
Voorblad van het boek "Grondwettige Herstelling van Nederlands staatswezen, zo voor het algemeen Bondgenootschap, als voor het bestuur van elke byzondere Provincie"

Grondwettige Herstelling van Nederlands Staatswezen (1784-1786) is een tweedelig hervormingshandboek waarin het streven van de patriotten in Nederland uiteen werd gezet. Een derde deel werd wel aangekondigd, maar is nooit verschenen. Met de Grondwettige Herstelling streefden de patriotten tegen de macht van de stadhouder. De patriotten wilden het herstel van alle oude rechten en privileges waarmee burgers invloed konden uitoefenen op de macht. Deze rechten en privileges waren in de loop der jaren verloren gegaan aan de stadhouder, evenals de macht van de steden en gewesten.
In het werk is veel geciteerd uit het pamflet Aan het Volk van Nederland uit 1781 van Van der Capellen om de rechten van het volk te benadrukken.
Naast kritiek op de stadhouder, is er ook kritiek op de regenten. Daarbij worden drie soorten onderscheiden, de stadhouderlijke, de aristocratische en de volksregent. De eerste twee kunnen daarbij op de nodige kritiek rekenen, maar terwijl de eerste in dienst staat van de stadhouder, staat de tweede vooral in dienst van zichzelf, en is daarmee veel gevaarlijker. De volksregent zou het belang moeten dienen van het volk en daarmee de gehele natie.
Waar ander patriotse teksten als het Leids Ontwerp uit 1785 nog herstel van de oorspronkelijke Republiek nastreefden, was bij de Grondwettige Herstelling de Amerikaanse grondwet het voorbeeld.